# دن کوستا (نوازنده)
دانیل گرکو کوستا (زاده ۷ آوریل ۱۹۸۹) یک پیانیست و آهنگساز بریتانیایی-ایتالیایی-پرتغالی می‌باشد که برای آلبوم سوئیت سه رودخانه معروف شده است. دانیل با هنرمندانی مثل رندی برکر، جان پاتیتوچی، مایک استرن، هرمتو پاسکوال، دیو لیبمن، ایوان لینز، سیموس بلیک، دیو داگلاس، رومرو لوبامبو، لیلا پینیرو، مارکوس سوزانو، ژاکز مورلنبام همکاری نموده است. موسیقی او توسط انتشاراتی مانند داون بیت و رولینگ استون منتشر شده است.

## تحصیلات
کاستا در لندن، انگلستان، از پدر و مادر ایتالیایی و پرتغالی، با اصیل در سورنتو و پورتو متولدشد. کاستا قبل از گرفتن مدرک دیپلم در مؤسسه هنرهای نمایشی لیورپول سر پل مک کارتنی به مدت ۶ سال در آکادمی موسیقی رینیر سوم پیانو کلاسیک و همچنین پیانو جاز خواند. بعدها در هنر و مدرسه عالیه موسیقی، نمایش داد در پرتغال بر روی جاز تمرکز نمود و با ممتاز فارغ‌التحصیل شد و جایزه باشگاه روتاری را برای دستاوردهای برجسته دریافت کرد. در طول دوره تحصیلی، او همچنین برای تحصیل موسیقی برزیل در یونیکمپ در سائوپائولو، برزیل به نام دانشجوی تبادل بین‌المللی، کمک هزینه کسب نمود.

## حرفه
حرفه کاستا وقتی آغاز شد که نخستین آلبوم خودش را سوئیت سه رودخانه در ریودوژانیرو برزیل ضبط نمود که جزوی از بهترین آلبوم‌های سال ۲۰۱۶ توسط دوان بیت به حساب می‌آید. این آلبوم که توسط خرده گیر کارلو ولف «آلبومی با ظریفی و خوبی ساخته شده» نام گرفت، در بین پرفروش‌ترین آلبوم‌ها در جدول پرتغال آی تیونز واقع شد و در رتبه پنجم جدول موسیقیروتر گزارش موسیقی جاز در ایالات متحده واقع شد. آهنگ "بوسا نوا شاهکار. لیلا پینیرو ۱۰ نفر برتر جدول آهنگ جاز بود. او با ژاک مورلنبام، لیلا پنیرو، مارکوس سوزانو، ریکاردو سیلویرا، رافائل باراتا و جان اریک کونگ شانگ و سایرین کار کرد.
کاستا آلبوم جدید خود را آسمان در آرت سونو ایتالیا در سال ۲۰۱۸ با نلسون فاریا، روبرتو منسکال، رومرو لوبامبو، سیموس بلیک، کاستودیو کاستلو، خورخه هلدر و تکو کاردوسو ضبط نمود. این فیلم که توسط همه چیز دربارهٔ جاز به نام «نادر و مجلل» وصف شد، در یادداشت آبی در ریودوژانیرو منتشر شد و در مستندی توسط رادیو مونت کارلو در میلان، ایتالیا به نمایش درآمد. آهنگ «متقاعد کننده» توسط مجله جازیزدر مجموعه تابستان برزین' ۲۰۱۹ نمایش داده شد، در حالی که رائول داگاما ازگزارش موسیقی جهان او را «عمیقاً با استعداد» می‌دانست.
در سال ۲۰۲۰ او «رقص عشق» را با یکی از سازنده‌های آن، ایوان لینز، ضبط نمود. مجله جازیز این گونه بیان نمود که: «این آهنگ چیزی در حد استانداردهای مدرن می‌باشد، با نسخه‌های قطعی ضبط شده توسط جورج بنسون و سارا وان. این برداشت قطعاً در کنار آنان می‌باشد». کاستا همچنین توسط رادیو و تلویزیون پرتقال با اسطوره بوسا نوا روبرتو منسکال گفت و گو کرد، مکانی که آنان درباره همکاری خود و خاستگاه سبک برزیلی صحبت کردند. او اولین آلبوم پیانوی انفرادی خود را منتشر کرد، که در رتبه دوم آلبوم جاز برتر لاتین گزارش موسیقی و ریشه‌ها برای نمودار سال ۲۰۲۰ قرار گرفت و به دلیل «بیان عمیق» توسط مجله جازیزمورد ستایش قرار گرفت. در سال ۲۰۲۲، او ایرمیا را با رندی برکر به عنوان پیام صلح منتشر کرد.
کاستا در کشورهای ایتالیا، پرتغال، قبرس، مصر، برزیل، مالت، اسپانیا، ترکیه، یونان، ارمنستان، لبنان و هند اجرا داشته است که در آن کشورها توسط رولینگ استون، و همچنین ایندیا تودی با درنظر گرفتن تور وی در کشور کاستا همچنین کارگاه‌ها و مسترکلاس‌هایی را به میزبانی مدرسه ای مثل مؤسسه موسیقی جهانی برگزار نموده است.
در سال ۲۰۲۲، او آلبوم جدید خود «تیرها» را در شهر نیویورک به همراه جان پاتیتوچی، مایک استرن و سایر نوازنده‌ها ضبط نمود. کاستا در استرالیا و نیوزلند سفر کرد، مکانی که اوتاگو دیلی تایمز او را معرفی کرد.

## زندگی شخصی
کاستا در ۸ کشور زندگی کرده است و به ۸ زبان صحبت می‌کند.